# オスカー・レサー
オスカー・レサーことオットー・レーベレヒト・レサー（Otto Leberecht Lesser、1830年-1887年）は、ドイツの天文学者。
彼は1860年にヴィルヘルム・フェルスターとともにベルリンで小惑星エラトを発見したが、これは、2人以上の観測者によって発見された最初の小惑星であった。